# ویلهلم ویندلباند
ویلهلم ویندلبانت (انگلیسی: Wilhelm Windelband؛ may ۱۱, ۱۸۴۸ – ۲۲ اکتبر ۱۹۱۵) یک فیلسوف اهل آلمان بود.
امروزه ویندلباند عمدتا به خاطر اصطلاحات nomothetic و idiographic (علوم فرد-نگر و علوم قانون-نگر) معروف است. اینها در روانشناسی و سایر حوزه های علمی دارای ارزش هستند_ هرچند لزوماً با معانی اصلی او مطابقت ندارند.
ویندلباند یک نئوکانتی بود که با دیگر نئو کانتی های معاصر بحث می کرد و معتقد بود که "درک درست کانت به معنای فراتر رفتن از اوست". ویندلباند در برابر معاصران پوزیتیویست خود استدلال کرد که فلسفه باید به جای تخصیص غیرقابل انتقاد به روش شناسی های خود، در گفتگوی انسان-محور (humanistic dialogue) با علوم طبیعی شرکت کند. علایق او در روانشناسی و علوم فرهنگی (cultural sciences) نشان دهنده مخالفت با مکاتب روانشناسی و تاریخ گرایی (historicism) در پرتو یک سیستم فلسفی انتقادی بود.